# João-teneném-becuá
O joão-teneném-becuá (Synallaxis gujanensis) é uma espécie de ave da subfamília Furnariinae e da família Furnariidae, a família do joão-de-barro. É encontrada na Bolívia, Brasil, Colômbia, Equador, Guiana Francesa, Guiana, Peru, Suriname e Venezuela .

## Taxonomia e sistemática
O joão-teneném-becuá foi descrito formalmente  em 1789 pelo naturalista alemão Johann Friedrich Gmelin em sua edição revisada e ampliada do Systema Naturae de Carl Linnaeus. Ele colocou-o junto com as alvéolas (wagtails) no gênero Motacilla e cunhou o nome binomial Motacilla gujanensis . Gmelin baseou sua descrição em "Le rouge-queue de la Guyanne", que foi descrito e ilustrado em 1778 pelo polímata francês, o Conde de Buffon. O epíteto específico gujanensis refere-se a localidade tipo,  asGuianas. O joão-teneném-becuá é uma das 37 espécies  do gênero Synallaxis, gênero introduzido em 1818 por Louis Pierre Vieillot .
Há seis subespécies reconhecidas: 
- Synallaxis gujanensis columbiana Chapman, 1914
- Synallaxis gujanensis gujanensis Gmelin, JF, 1789
- Synallaxis gujanensis huallagae Cory, 1919
- Synallaxis gujanensis canipileus Chapman, 1923
- Synallaxis gujanensis inornata Pelzeln, 1856
- Synallaxis gujanensis certhiola Todd, 1916

As espécies joão-do-araguaia (S. simoni), joão-do-pantanal (S. albilora) e o joão-do-maranhão (S. maranonica) eram anteriormente tratados como subespécies do teneném-becuá. Os quatro formam um grupo monofilético .

## Descrição
O joão-teneném-becuá tem por volta de 16 centímetros e pesa por volta de 17 gramas. Ambos sexos têm a mesma plumagem. Os adultos da subespécie S. g. gujanensis tem um supercílio amarelo acinzentado fraco em uma face marrom acinzentada.
Várias das subespécies apresentam intergradação ao longo de suas zonas de contato.

## Distribuição e habitat
As subespécies do joão-teneném-becuá se distribuem da seguinte forma: 
- Synallaxis gujanensis columbiana: centro-sul da Colômbia entre os departamentos de Meta e Putumayo
- Synallaxis gujanensis gujanensis: leste e sul da Venezuela, Guianas e norte e leste do Brasil até o Atlântico e sul até o norte do Mato Grosso
- Synallaxis gujanensis huallagae: sudeste da Colômbia, leste do Equador, leste do Peru e norte da Bolívia
- Synallaxis gujanensis canipileus : departamentos de Cusco e Puno, sudeste do Peru
- Synallaxis gujanensis inornata: estado do Amazonas, no centro-oeste do Brasil, ao sul da Amazônia até o nordeste da Bolívia
- Synallaxis gujanensis certhiola: leste da Bolívia nos departamentos de Santa Cruz e sul de Beni

O joão-teneném-becuá habita uma variedade de paisagens, a maioria próxima à água. Elas incluem matas de galeria, bordas de  floresta de várzea, floresta secundária e áreas arbustivas com presença da planta Gynerium, em meio a bosques de Cecropia, em ilhas fluviais. Em altitude encontra-se abaixo de 1200 metros

## Comportamento

### Migração
O joão-teneném-becuá reside ao longo do ano todo na mesma distribuição.

### Alimentação
O joão-teneném-becuá alimenta-se de artrópodes. Geralmente forrageia em pares, no solo e no sub-bosque até cerca de 2 metros de altura. Ele coleta suas presas na serrapilheira, na grama e em pequenos galhos.

## Status
A IUCN avaliou o joão-teneném-becuá como sendo de menor preocupação. Tem um alcance extremamente grande e um tamanho populacional desconhecido, que se acredita ser estável. Não foram identificadas ameaças imediatas.  É considerado bastante comum na maior parte de sua distribuição.